# Waldozaur
Waldozaur (Valdosaurus) – rodzaj ornitopoda z rodziny driozaurów (Dryosauridae) żyjącego we wczesnej kredzie na obecnych terenach Europy. Gatunek typowy rodzaju, V. canaliculatus, został opisany w 1975 roku przez Petera Galtona w oparciu o kość udową (NHM R185, dawniej BM R185) pochodzącą z datowanych na barrem osadów na wyspie Wight. Galton wstępnie przypisał ten gatunek do rodzaju Dryosaurus, jednak już w 1977 roku ukuł dla niego nową nazwę rodzajową Valdosaurus. Kość udowa NHM R185 mierzy 14 cm długości i należy do osobnika młodocianego, mierzącego prawdopodobnie około 127 cm długości. Dorosły waldozaur osiągał jednak znacznie większe rozmiary – długość kości udowej mogła dochodzić do 50 cm. Oprócz holotypu znana jest także druga kość udowa (NHM R186). W 1982 roku Galton i Philippe Taquet opisali drugi gatunek waldozaura – V. nigeriensis z aptu Nigru, jednak z powodu różnic stratygraficznych i morfologicznych pomiędzy V. canaliculatus a V. nigeriensis w 2009 roku Peter Galton przeniósł drugi spośród tych gatunków do osobnego rodzaju Elrhazosaurus.